# Schranne

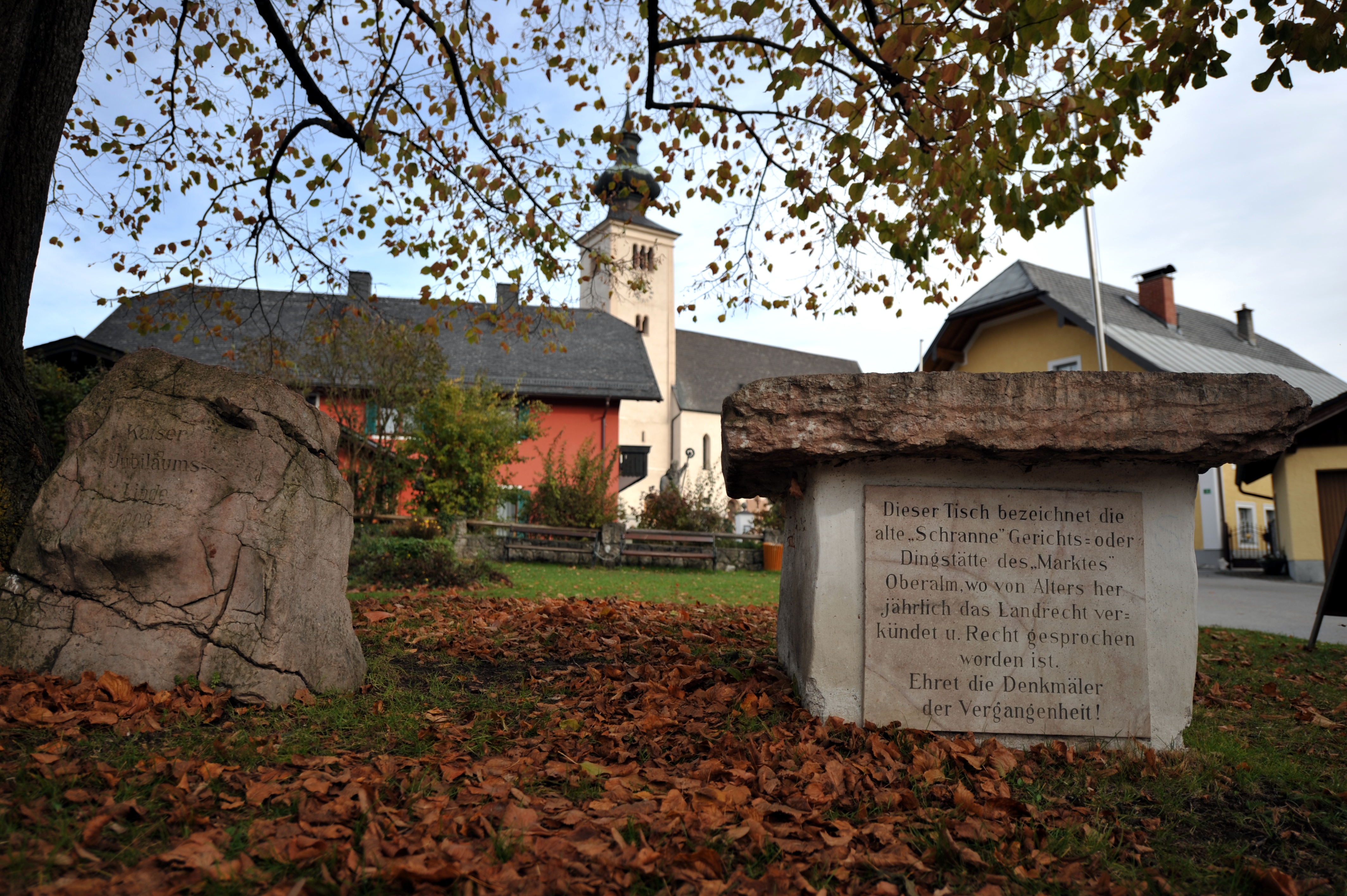
Schranne Oberalm, Salzburg. Marmortisch unter Dorflinde (Gerichtslinde)

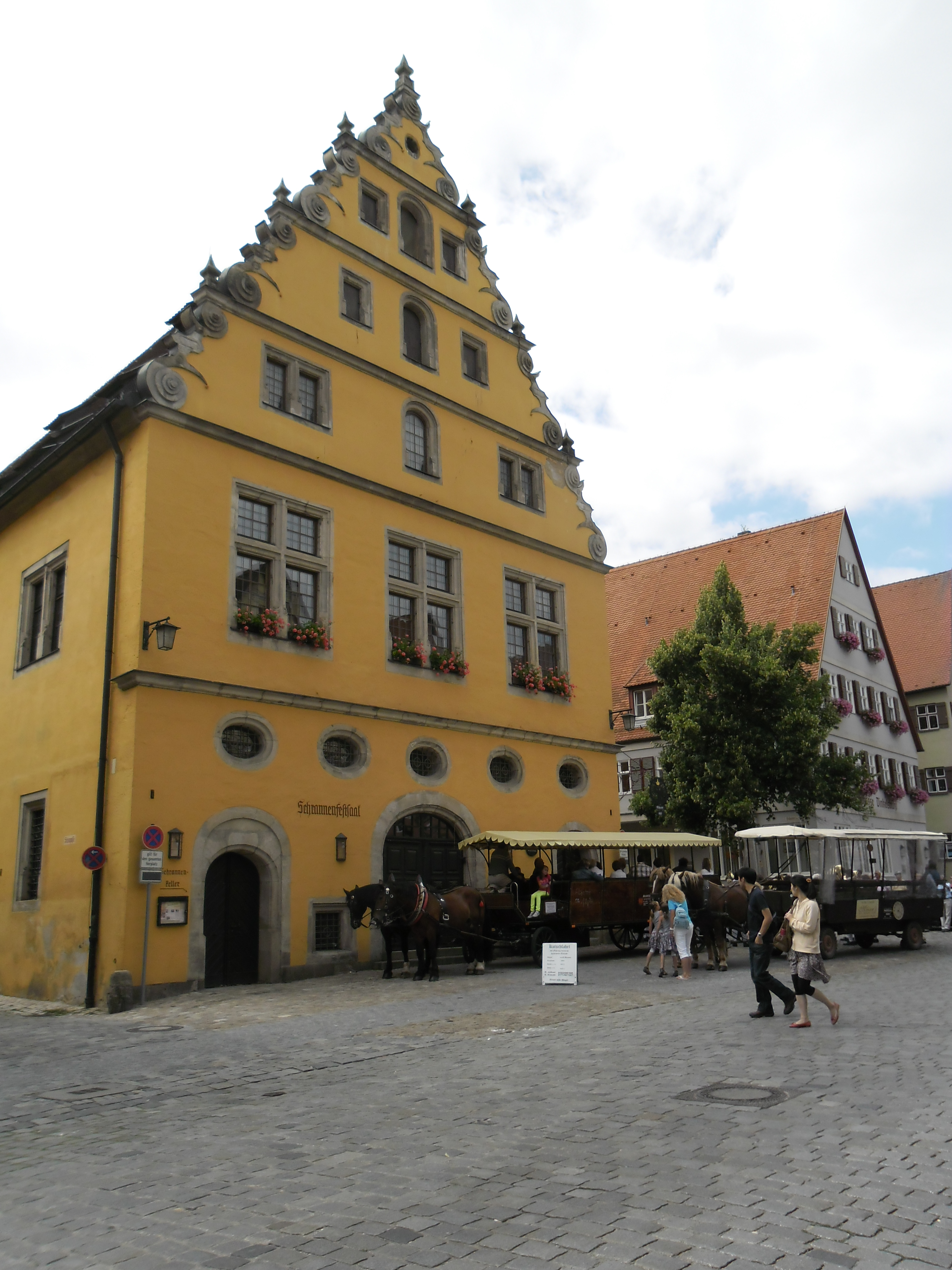
Schranne Dinkelsbühl

Als Schranne bezeichnet man in Süddeutschland den Getreidemarkt oder einen Kornspeicher, in Österreich historisch einen Gerichtsplatz bzw. ein Gerichtsgebäude. Die Bezeichnung Schranne leitet sich ursprünglich vom italienischen Wort scranna ‚Gerichtsbank oder Strafbank‘ ab, das auch Bank, Fleisch- und Brottisch, Lagerhalle bedeutet. Im Schwäbischen wird der Begriff heute noch für eine Bierbank, bzw. -tisch verwendet.
Als Schrannenpreis wurde der in der Schranne übliche oder gültige Marktpreis bezeichnet.

## Die Schranne als Gericht (Thaiding) und Gerichtsstätte
Bis in das frühe 19. Jahrhundert war die Schranne im Raum der österreichischen Habsburgermonarchie und im altbayrischen Raum samt dem Erzstift Salzburg ein Thaiding, im Sinne des altgermanischen Thing, ein Dorfgericht, also die erste Instanz der Gerichtsbarkeit. Schranne meinte dabei sowohl den Gerichtsplatz selbst, als auch den Gerichtssprengel (Zuständigkeitsbereich). Übergeordnete Instanz war das Pfleggericht (später auch Landgericht), als zweite Instanz. Nicht den Schrannen unterstellt waren Sondergerichtsbarkeiten wie die Hofmark (souveräne lokale Gerichtszuständigkeiten seitens des Grundherrn).
In Innerösterreich (Steiermark, Kärnten und Krain) war das Schrannengericht das Gericht des landständischen Adels, welches unter Vorsitz des Landeshauptmannes tagte und war insbesondere zuständig für Rechtsstreitigkeiten um Grund und Boden und Schuldrechte. Das Landschrannengericht in Graz ist seit 1394 nachweisbar und wurde erst durch die josephinischen Verwaltungsreformen 1782 durch ein Landgericht neuerer Art ersetzt.
Auch in Altbayern wurde der Begriff Schranne synonym für Gericht benutzt.

## Beispiele

### Im Sinne Speichergebäude

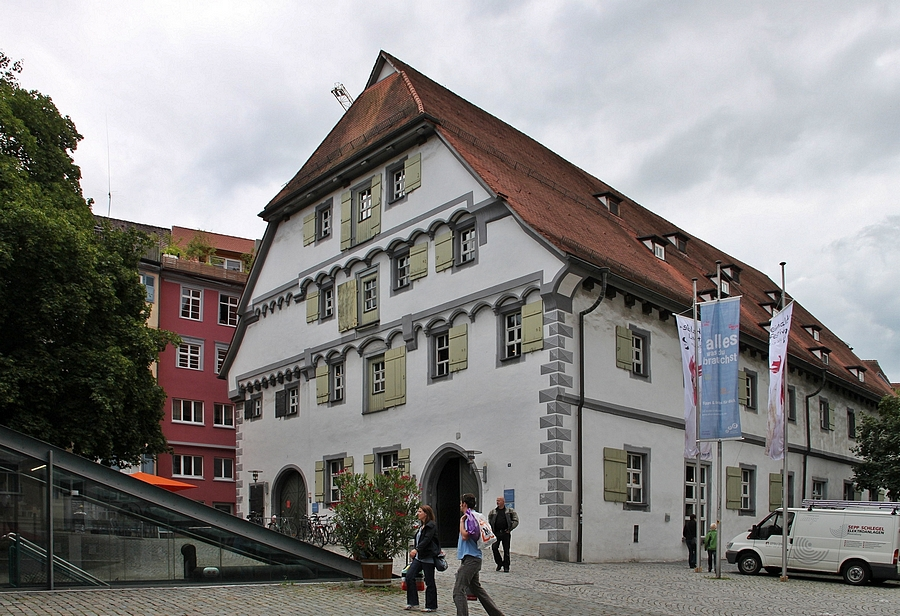
Kornhaus Ravensburg, hier wurde bis ins 20. Jahrhundert Getreide aus ganz Oberschwaben gelagert

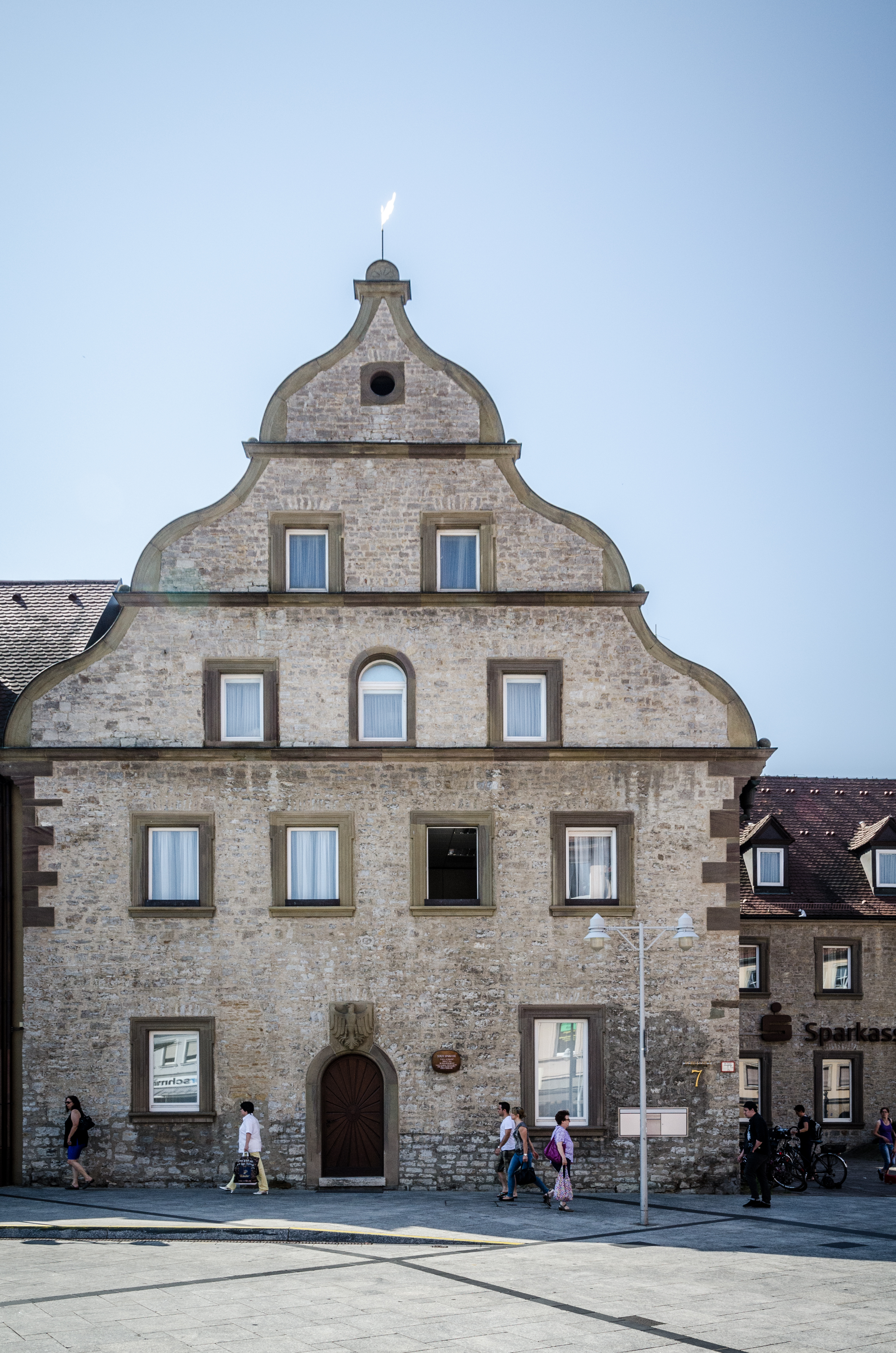
Schranne Schweinfurt, Ostflügel

- Schranne am Moritzplatz in Augsburg
- ehemalige Schrannenhalle in Augsburg
- Schranne in Dinkelsbühl von 1609, heute Tagungs- und Schulungshaus
- Schrannenscheune in Rothenburg ob der Tauber von 1588, 1988 renoviert
- Schranne in Weißenburg in Bayern
- Schrannenhalle in München, die im 19. Jahrhundert die Funktion des Getreidemarktes übernahm.
- Schrannenhalle in Erding
- Schranne in Marktsteft, als Getreidemarkthalle 1750/51 erbaut

### Im Sinne Marktplatz
- Salzburger Schranne, diverse ehemalige Gebäude, heute Wochenmarkt vor der Andräkirche beim Mirabellplatz[5]
- Schrannenplatz als alter Name für den Münchner Marienplatz
- Straubinger Schranne

### Im Sinne Gerichtsplatz
- Schranne Petting
- Schranne (Wien)
- Schranne in Kötzting[6]
- Oberalmer Thaidingtisch
- Thaidingtisch in Anif (Nachbildung)
- Bayrisches Platzl in Salzburg (Bildstock zu einer Freistätte)
- Altes Rathaus am Schrannenplatz in Mödling

### Im Sinne von Backwaren
- die Bäckerei Hofpfisterei (München) bezeichnet damit einen bestimmten Brotlaib (Roggen).